# 聖瑪麗堂區
聖瑪麗堂區（英語：St. Mary Parish）是位於美國路易斯安那州南部的一個堂區，西南臨阿查拉法亞灣。面積2,898平方公里。根據美國2000年人口普查，共有人口53,500人。堂區治所富蘭克林（Franklin）。
成立於1811年4月17日。堂區名來自聖瑪麗（以耶穌基督的母親瑪利亞命名）。